# 张新吾
张新吾（1879年12月14日—1976年9月13日），又名星五，曾用名奎，川沙县龚镇人．中國早期应用化学实业人。         
张新吾少年时在上海梅溪书院读书，后用张奎名字考入天津北洋大学堂（即北洋大学，现在的天津大学），由于学业成绩优异，官费留学日本。	
1903年，他从日本帝国大学（现在的东京大学前身）毕业回国，是中国人攻读应用化学科的第一人。因为是官费生，先到天津报到。创办了天津工艺学校兼任教师，备受当时天津名人严范孙赞赏。翌年调到北京，在商部任主事兼任进士馆教习和北京高等实业学堂教师。其时，商部欲在北京开设工厂，树立风气，他看到当时中国市场上日本火柴大量输入，年值银一千万两以上。为了杜塞漏卮，救济民生起见, 建议在京先办火柴厂。商部考官要他当场制造样品。他用几根牙签，配—些化学物品，制成样品，使当场人皆惊讶万分。这样, 就由官商合办丹凤火柴公司，由他担任技术顾问。因品质优良，声誉大著。此后北京即不见日本火柴踪迹了。
他留日时期，曾多次听孙中山的革命演讲。孙对他说：“你行动不敏捷，不宜冲锋打仗，身陷火线；可以专心读书，将来革命成功后，可出力建设国家”，于是他就未直接投身革命。丹凤火柴公司于1918年与天津华昌火柴厂合并，改为丹华火柴公司，资金为120万元，由他担任董事长职务，在当时也称得起是个大企业了。在奉天省（即今辽宁省）安东还设立一个火柴匣料和轴木厂，成绩很好。但后因经营不善，改制火柴。
1950年，他以年老辞去丹华一切职务，在家潜心研究国学。
民国初年，他历任农商部参事，代理次长、代理总长。平时最喜读书，有书在手竟至废寝忘食。有一次，袁世凯召集阁员会议，他是代理总长应当参加会议。可是，那时他正在看书，竟至忘参加，致使袁世凱大为不满。他后来辞去代理总长的职务，但仍任参事，并专心搞实业。在农商部任职时间，正值第一次欧战爆发，铁价飞涨，遂在政府同意下，官商合办龙烟铁矿及附设石铁厂（即现首钢前身），资金一千万元，由他任总经理，计划建设，建造了首钢的第一个五百吨的炼铁炉。后出于军阀混战，铁路时断时通，铁砂不能运到，加以资金不足，铁价因欧战结束而大跌，遂停止经营。
抗战胜利后，石景山炼铁厂曾由国民党恢复开炉，由于他的创办，特请去点火开炉，来纪念他的功绩。他担任总经理期间，本着实业救国的愿望，从没取过工资，还代垫利息五万元，借与龙烟款十万元。他—再以实业为重，而绝不从中谋个人私利。
解放前，他专办实业，对于官宦名利，从不追求。孔祥熙是他的老友，曾多次邀他参加政府工作，他都婉言谢绝。王正廷是他北洋大学堂的同班同学，同住一个宿舍，亦多次邀他出来主持农商部事务，他亦拒绝。翁文灏、吴鼎昌、钱新之都是数十年的知心朋友，但从未有任何政治上的关系。他在京汉线上与李组绅、杨临斋、魏子肫等创办了六河沟、怡立、永安等煤矿，担任董事长或董事名义。在北京还创办玉泉黄酒公司，名菲一时。
他曾发起与北大化学系教授陈聘丞及马君武、吴蕴初、范旭东创办中华化学会，历任九届会长。后国民政府迁都南京，遂辞去会长名义。他曾与李组绅等兴办天津南开大学矿科。抗战前夕，日本在我国尤其是华北，开设了许多火柴厂。他们大量的偷税走私，以致华商纷纷亏损，多濒于破产，遂与上海大中华火柴厂刘鸿生合倡联营。正巧由于吴鼎昌实业部长坚持要他去日本，担当建商务处并首任驻日商务参赞，直属实业部领导，以批准联营为要挟。他万般无奈，允去半年，设館后即返，遂蒙吴同意火柴联营，结果去了一年。
在东京任职期间，由于他是帝大毕业生，在日本比较有威望。“张公馆”宾客常满，全是实业家及—般名流。前首相石桥湛山就是常客，藤山爱一郎是三代的老友。他想籍此联络日本实业界起来共同反对日本军国主义侵华。曾向蒋政权报告日本机密多件，蒋没任何行动，他知事不可为，遂辞职归国。不久抗战爆发。抗战期间他住在北京。日本三菱等财阀，曾多次要求与他合作。三菱常董秋山是他的帝大同学，携日金八百万元，嘱他办任何厂矿，他以年老推脱掉。汉奸王荫泰、殷同、曹汝霖等亦多次逼他出任伪职，都被他一一拒绝。日本宪兵队曾由曹汝霖陪同，来逼索永安煤矿矿照，亦未付与，其实就在银行保管箱内。他以丹华火柴公司董事长身份，在京隐居八年。他平时极少出门，仅以阅览书籍，尤其是哲学来度时日。	
1941年冬，他借第二子结婚机会到上海，想顺道去重庆。但听到重庆政府腐败，特务横行，到处贪污枉法，民不聊生，毫无抗战气氛，遂放弃入川之念，又返北京。胜利后，以年事已高，力不从心，辞去丹华火柴公司职务。在家写作。                     
张新吾对国学《中庸》颇有研究，著有《学庸新义》卷，由唐文治撰写《序言》，称他为中国化学第一名家。晚年以实业家的生涯，潜心对古代哲学整理研究，赋以新义，写了《三极论》初稿。中国人民大学哲学系某老教授夫妇曾不时前来听讲请教并做记录。（原稿在十年浩劫中曾意外灭失，45年后却又神奇地在北京重现。现已由法律出版社刊印全国发行。）老友黄炎培曾建议此稿推荐给毛澤東主席一阅，但他以尚未完稿而推辞。解放后，黄炎培出任副总理兼轻工业部部长，曾到家邀他任副部长，他以年老，对政府政策亦不甚了解，亦没有从命。  
张新吾一生谨慎，无恶习嗜好，能操流利的日语和英语。一生无积蓄，稍有资金即投入实业，对于贫困亲友能解囊相助，毫无吝啬。张新吾在六十年代初决定参加民革组织，同时参加全国政协学习小组的活动。